# Biszák Júlia
Biszák Júlia, Julia Biszak Sarkany, Hartig Júlia (Újvidék vagy Pancsova, 1950. január 18. –) vajdasági magyar operaénekesnő.

## Életrajza
Hertelendyfalván született református családban. Király Ernő népdalgyűjtő segítette karrierjét.
Hosszú évekig dolgozott az újvidéki operaházban.
Az 1990-es években Ausztráliában telepedett le.

## Főbb szerepei
Biszák Júlia számos operában szerepelt:
- Smetana: Az eladott menyasszony
- Charles Gounod: Faust
- Marica grófnő
- Csárdáskirálynő
- Bohémélet - Musette